# 南港生技BOT
南港生技BOT，全名為「南港生技產業聚落開發計畫」BOT案。總開發面積約達13000平方米。為台北市政府為配合中央規劃國家級生技產業，規劃在南港区忠孝營區的以BOT模式建设并运营的工程。
目前由世正南港生技園區聯盟得標。為台灣首件聚焦生醫產業發展的BOT案，同時也是柯文哲市長任內第二件BOT案。預計2021年啟用。

## 招標內容
依據《促进民间参与公共建设法（页面存档备份，存于）》第42條由政府規劃、民間參與方式辦理，基地座落於南港區忠孝東路七段南側，包含中南段一小段482地號等20筆土地，使用分區為生技產業專用區及特定商業區，兼具產業專用區與商業區功能，預估總興建樓板面積逾3.1萬坪。

## 招標進度
1. 歷經11場次諮詢會議，與74家次生技企業、法人代表對談，並匯聚91人次產官學研代表的專業意見。[4]
2. 2017年6月15日公告招商。[5]
3. 2017年10月評選最優申請人。僅一參與招商。
4. 2017年11月13日選出最優申請人。
5. 2018年4月正式簽約。